# カンカニクジュヨウ
カンカニクジュヨウ（学名:Cistanche 　tubulosa （schenk）  wight）は、ハマウツボ科ホンオニク（ニクジュヨウ）属の多年生草本。国内ではカンカとだけ略され流通していることが多い。

## 分布
中国内陸部から内蒙古、中央アジアの乾燥地に分布する。タクラマカン砂漠地区ホータン地区では栽培もされている。

## 生態
ベニヤナギ（タマリクス）の根部に寄生する植物であり、根および葉緑体も無いので、光合成をすることができない。

## 活用
新疆ウイグル自治区ホータン地区はタクラマカン砂漠に隣接し、昼夜の寒暖差は激しく、年間降雨量もごくわずかで、さらには年間を通じて強風にさらされている厳しい気候風土であるにもかかわらず、世界有数の長寿地域でもある。
カンカニクジュヨウを砂漠人参と呼んで常食されてきたことが長寿の理由であると考えられ、アンチエイジング素材、薬用食品として注目を集めている。
また、カンカニクジュヨウの宿主であるタマリスクが防砂に適していることから、中国政府は地域産業の育成と防砂の両方の観点からタマリスクの植樹の奨励を行っている。

### 生薬としての活用
『中国人民共和国薬典』はカンカニクジュヨウとニクジュヨウ）の肉質茎を乾燥したものを漢薬ニクジュウヨウと定めている。古代中国の薬物書『神農本草経』にもニクジュウヨウは記されており、上薬として長期の連用や多量摂取しても副作用がない不老延年の神仙薬と考えられていた。『神農本草経』に書かれたニクジュウヨウの効能は、「五労、七傷を主治し、中を補い …精気を益し、子多からしむ。婦人の腹中の硬結、腫瘤を治す」と記されている。ニクジュウヨウは中国伝統医学においては、強壮、補精薬としてインポテンツ、腰膝の冷痛、遺尿、婦人の不妊症、血崩、帯下、便秘などの治療に用いられてきた。
主な成分は「アクテオシド」「エキナコシド」「カンカノシド」である。
アクテオシドは、強力な抗酸化力を示すポリフェノールの一種で、エキナコシドは薬草エキナセアの主成分と同じもので、免疫力が高めることが知られている。

カンカノシドは近年新たに発見された成分で、血管拡張作用（血管の収縮による血液循環の滞りを防ぐ）や抗酸化作用が確認され、血圧の上昇をやわらげる作用も報告されている。とくに血管拡張作用は、血圧の上昇を抑えるのにも役立つため、高血圧症に対する治療薬としても応用できる可能性が示唆されている。

### 強壮強精効果
漢方薬のニクジュヨウは、主に男性の勃起不良、女性の不妊症、腰やひざの冷え、便秘などの症状に対して効果があるとされている。

### 認知症に対する効果
中国にてヒト臨床試験が行われ、カンカニクジュヨウエキスの認知症治療に対する有効性が認められている。そのため、中国では医薬品として扱われている。

## 日本国内での利用
カンカニクジュヨウは、カンカの名称で激強打破（常盤薬品工業株式会社）、エキストラ・アミノ・アシッド（江崎グリコ株式会社）などにも配合されている。

## 人工栽培
ホータン地域で行われているカンカニクジュヨウの人工栽培は、砂漠緑化に結びつくため、現在は民豊県政府も地域産業として推進している。